# Икан, Рафаэль
Рафаэль И́кан (ивр. רפאל איקן‎, 9 июля 1927 — 21 июля 2013) — профессор в Институте химии на кафедре органической химии в Еврейском университете в Иерусалиме.

## Биография
Рафаэль (Рафи) Икан родился в городе Горький (сегодня — Нижний Новгород) в 1927 году. В 1938, в «Сталинский» период, его семья смогла получить разрешение на выезд из СССР для визита членов семьи в Израиль, что случалось в те времена крайне редко. Они прибыли в страну как туристы без разрешения на место жительство. После продления их визы началась Вторая Мировая война, и они стали постоянными жителями Израиля (тогда ещё Подмандатная Палестина). В 1943 году он начал учиться в вечерней гимназии и работать днём, чтобы финансово помогать семье. Он работал на кафедре физической химии в Еврейском университете. Главой кафедры на тот момент был профессор Ладислав Пракаш. Так как это было время Британского Мандата, его основным занятием на кафедре было изготовление ртутных выключателей для британских ВВС и ремонт ламп трансмиссии. В то же время у Рафаэля возникла связь с химией, которая направила его на путь изучения химии в Еврейском университете. В дни войны за независимость (1947—1949 г) он был призван в ЦАХАЛ. После трёхлетней службы приступил к обучению в Еврейском университете. Докторскую писал под руководством профессора Эрнеста Давида Бергмана, на кафедре органической химии. В 1958 был пост-докторантом в Глазго, Шотландия, в университете Стратклайда. Исследования, проводившиеся там, были в области органической химии и геохимии. После этого около двух лет был присоединен к Йельскому университету в США, где изучал природное происхождение морей. За эти годы он приглашался в университеты UCLA и UNAM в Мексике, в роли гостя-профессора. Кроме этого, работал научным консультантом по химическим исследованиям в фонде поддержки исследований Национального совета для исследований и разработок, который курировался премьер-министром. Эти занятия помогли ему ближе познакомиться с областями исследований и разработок, проведенных в Израиле и в мире.

## Научное образование
Профессор Икан был известен не только своей страстью к науке, но и стремлением привить её молодому поколению. Благодаря его научным исследованиям и большому опыту, он, со своими ассистентами, начал читать лекции в лаборатории органической химии для молодых ученых. Участники лекций на практике изучали различные свойства материалов, что открывало им новые интересные возможности науки. Многие молодые ученые стали выдающимися студентами факультета естественных наук. Кроме того, профессор Икан стал заведующим отдела естественных наук в школе для зарубежных студентов при Еврейском университете. В увлеченных зарубежных еврейских ученых он видел настоящую мессию в Израиле. После курсов, которые посещали иностранные студенты, многие из них продолжали обучение в Еврейском университете. Чтобы студентам было легче изучать материалы, он сделал словарь с терминами естественных наук и математики на пяти различных языках мира.
Рафаэль был членом редколлегии следующих научных изданий в области химии в Израиле: «מבט» (взгляд), «כמעט אלפיים» (почти 2000). Также был и научным редактором, и писал обзоры для энциклопедий, в том числе «הכימיה» (химия), в энциклопедии «מדע» (наука), опубликованной Массадой. Вместе с доктором Верой Вайнштейн написал «Ценности химии» для «Общей израильской энциклопедии», в издательстве «כתר» (корона). Кроме того, написал обзор новейших методов идентификации органических веществ вместе с доктором Бернардом Крамером для Encyclopedia of Physical Sciences and Technology.
Был одним из редакторов международной научной газеты «Organic Geochemistry», и также написал две статьи в Еврейской энциклопедии.
В течение многих лет он был редактором «הכימאי בישראל» (Израильский Химик) в журнале израильского химического сообщества. Он также публиковал статьи на иврите по различным химическим и междисциплинарным темам в научно-популярных газетах, таких как «מדע» (наука) и «לדעת» (знать), которые издавались в Институте Вейцмана.
Был председателем национальной конференции по химии во времена первой войны в Персидском заливе. Это было единственное состоявшееся заседание во время войны. В 1996 году был председателем Первой международной конференции по подсластителям в Иерусалиме с участием ученых пятнадцати стран.

## Избранные исследования
Исследования, проведенные в его лаборатории за эти годы, были разнообразными и даже междисциплинарными.
Эти исследования касались следующих тем: энергия — исследовались нефтяные сланцы, морские водоросли и химикаты; феромоны насекомых, такие как муравьи, жуки, осы, а также грызуны (особенно тушканчики); эфирные масла израильских растений; выявление и обогащение ароматов вина; натуральные подсластители; антикоагулянты крови.
Все исследования были проведены в сотрудничестве с известными учеными из факультета сельского хозяйства, факультета зоологии, министерства сельского хозяйства, отделения физиологии и фармакологии Тель-Авивского университета. Некоторые из тем, изученных им в лаборатории, были темами для исследований, которые были проведены докторами под его руководством.
Кроме того, Икан сотрудничал с доктором Пимсмарном из университета Кон Кейн в Таиланде в изучении монотерпенов растений семейства Яснотковые и их потенциальной активности в качестве инсектицидов.
В начале 1980-х Икан, в сотрудничестве с группой исследователей из своей лаборатории и ботанического сада, исследовал стевию, которая использовалась индейскими племенами в качестве подсластителя. Они обнаружили, что подсластитель содержится в листьях, и его сладость в 250 раз выше, чем у сахарозы, и то, что он устойчив к кислым условиям и высоким температурам. Из этого следует, что он может использоваться для подслащивания напитков, приготовления выпечки. Стевия теперь признана полезным сахарозаменителем и продается почти в каждом магазине.

## Семья
У Рафаэля и его жены Яэль четверо детей (Нина, Джоэла, Моше, Салмона) и двенадцать внуков.

## Книги и публикации
1. R. Ikan, Natural Products, Academic Press. 1е издание 301 страница, 2е издание (1991) 360 страниц.
2. R. Ikan, Chromatography in Organic Microanalysis. Academic Press, 108 страниц, 1982 г.
3. R. Ikan The Maillard Reaction: Consequences for the Chemical and Life Sciences. John Wiley and Sons, 214 страниц, 1996 г.
4. Р. Икан, Я. Икан, В. Вейнштейн, словарь терминов для математики, информатики и естественных наук на пяти языках, академическое издательство. 166 страниц, 1991 г.
5. Р. Икан, Я. Икан, Химия сегодня, жизнь и наука. 160 страниц, 1990 г. Язык: иврит. Издательство - כתר
6. R. Ikan, Naturally Occurring Glycosides, John Wiley and Sons, 444 страницы, 1999 г.
7. Р. Икан, Разговорный лексикон по химии. 1е издание (1991 г.)  246 страниц, 2е издание (1999 г.) 282 страницы.
8. R. Ikan, Natural and Laboratory-simulated Thermal Geochemical Process, Kluwer Academic Publishers.
9. R.Ikan World Scientific 2008 Selected Topics in the Chemistry of Natural Products.

Кроме того, Рафаэль Икан опубликовал около 160 научных работ в ведущих научных газетах.